# Ivan Hrovat (duhovnik)
Ivan Hrovat, slovenski duhovnik, * 24. maj 1909, Žužemberk, † 1945 Jama pri Dvoru.

## Življenje
Po gimnaziji je vstopil v ljubljansko bogoslovje, 2. julija 1933 je prejel mašniško posvečenje v predzadnjem letniku, nato je dokončal študij. Skupaj s sošolcema Turkom in Zakrajškom je šel pomagati škofu Janezu Gnidovcu na Kosovo in Metiohijo. Škof ga je imenoval za kaplana v Janjevu na Kosovu, toda tam ni zdržal in se je vrnil v domačo škofijo. Od leta 1934 do 1935 je bil kaplan v Radovljici, nato do leta 1937 v Kočevju. Zatem je nastopil v službo župnika v Zaplani nad Vrhniko, od leta 1941 pa je upravljal župnijo Polom na Kočevskem. Prvič so ga partizani zaslišali 30. julija 1942 v Žužemberku, vendar so ga nato izpustili. Ob nastanku vaških straž je najprej zavrnil sodelovanje, po ustanovitvi domobranstva pa je po imenovanju škofa postal vojni kurat. Maja 1945 se z domobranci ni umaknil na Koroško, temveč se je skrival v okolici Novega Mesta. Tam so ga zajeli partizani in ga zaprli v Novem Mestu. Neko noč je bil odpeljan neznano kam. Zverinsko je bil mučen (odsekali so mu nogo) in bil ubit junija 1945 na Jami pri Dvoru.